# Arktični sokol
Arktični sokol (znanstveno ime Falco rusticolus) je ujeda iz družine sokolov.

## Opis
Arktični sokol je največji sokol na svetu, saj zraste od 51 - 56 cm in je zelo različno obarvan. Obstajajo skoraj povsem bele barvne različice, pa tudi bele s temnimi pikami ter skoraj povsem sive. Značilno za tega sokola pa je, da ni velike barvne razlike med zgornjo in spodnjo stranjo telesa. V letu je podoben sokolu selcu, le da ima od njega krajše in širše peruti ter daljši rep. Leti s počasnejšimi zamahi od sokola selca.

## Razširjenost
Življenjski prostor arktičnega sokola so tundre in skalnate obale severne Azije, Evrope in Grenlandije, pa tudi visoki sever Severne Amerike.
Hrani se s pticami do velikosti snežne kokoši in glodalci do velikosti zajcev.
Gnezdi maja in junija v gnezdih v skalovju.